# Episodi di House of Mouse - Il Topoclub
Quello che segue è un elenco di episodi di House of Mouse - Il Topoclub, una serie televisiva d'animazione statunitense trasmessa in tre stagioni dal 13 gennaio 2001 al 24 ottobre 2003. Tutti gli episodi sono diretti da Tony Craig e Bobs Gannaway.
| Stagione         | Episodi | Prima TV USA |
| ---------------- | ------- | ------------ |
| Prima stagione   | 13      | 2001         |
| Seconda stagione | 13      | 2001-2002    |
| Terza stagione   | 26      | 2002-2003    |

## Prima stagione
| Nº | Titolo                 | Prima TV USA     |
| -- | ---------------------- | ---------------- |
| 1  | The Stolen Cartoons    | 13 gennaio 2001  |
| 2  | Big Bad Wolf Daddy     | 27 gennaio 2001  |
| 3  | The Three Caballeros   | 3 febbraio 2001  |
| 4  | Goofy's Valentine Date | 10 febbraio 2001 |
| 5  | Timon and Pumbaa       | 17 febbraio 2001 |
| 6  | Jiminy Cricket         | 24 febbraio 2001 |
| 7  | Unplugged Club         | 3 marzo 2001     |
| 8  | Gone Goofy             | 10 marzo 2001    |
| 9  | Rent Day               | 17 marzo 2001    |
| 10 | Donald's Lamp Trade    | 24 marzo 2001    |
| 11 | Donald's Pumbaa Prank  | 31 marzo 2001    |
| 12 | Thanks to Minnie       | 7 aprile 2001    |
| 13 | Pluto Saves the Day    | 14 aprile 2001   |

### The Stolen Cartoons
- Scritto da: Kevin D. Campbell, Henry Gilroy e Thomas Hart
- Cartoni: Andando a prendere il giornale: Wet Cement (2001), Paperino esplosivo: Spettacolo di magia (2000), Tic tac Topolino (2001)

Trama
Nel tentativo di interrompere bruscamente lo spettacolo e chiudere la House of Mouse, Pietro Gambadilegno ruba tutti i cartoni animati, e non viene giudicato colpevole nonostante l'evidenza. Nel frattempo, Paperino viene messo temporaneamente al comando del club dopo che Topolino e Pippo se ne vanno per girare un nuovo cartone animato. Nonostante riescano a far andare avanti lo spettacolo, Pietro sottolinea che con un solo cartone animato gli ospiti si annoieranno e alla fine non verranno più. I suoi movimenti bruschi fanno sì che tutti i cartoni mancanti escano dal suo cappotto, esponendo il suo sporco trucco e facendolo espellere.

### Big Bad Wolf Daddy
- Scritto da: Kevin D. Campbell, Henry Gilroy e Thomas Hart
- Cartoni: L'appuntamento galante di Paperino (2001), Andando a prendere il giornale: Mortimer (2000), Come essere forte, simpatico, e di moda (2001)

Trama
Paperino assume il lupo cattivo e i tre porcellini perché si esibiscano al club, con terrore di Topolino dal momento che il lupo ha danneggiato il club l'ultima volta che si è esibito. Pico De Paperis, il suo psichiatra per la gestione della rabbia, suggerisce di togliere momentaneamente tutte le porte del locale così il lupo non potrà sentirsi provocato ad abbatterle. Lo spettacolo è un trionfo, ma al termine le porte cadono sui porcellini dopo un incidente, formando una casetta. Questo fa sì che il lupo si senta provocato e ci soffi contro, facendo saltare in aria il club.

### The Three Caballeros
- Scritto da: Henry Gilroy
- Cartoni: Una giornata di pesca (2000), Come essere intelligenti (2000)

Trama
I tre caballeros vengono scritturati per esibirsi al club, ma nessuno si ricorda che il terzo caballero è Paperino. Determinato a non essere dimenticato, Paperino cerca di essere il più importante interprete del gruppo cambiando nome, aspetto e comportamento. Tuttavia tutti rivogliono il vecchio Paperino, facendo in modo che José Carioca e Panchito Pistoles tormentino e imbarazzino l'amico durante la loro canzone.

### Goofy's Valentine Date
- Scritto da: Thomas Hart
- Cartoni: Un dollaro d'amore (1999), Topolino alla riscossa: La scalata della scala (1999), Una freccia impertinente (1999)

Trama
Minni e Paperina sono dispiaciute per Pippo dopo aver scoperto che non ha una compagna per San Valentino, quindi organizzano un appuntamento al buio per lui. Pippo scopre presto la verità e si rattristisce ancora di più, ma poi riceve un'altra lettera d'amore segreta da Clarabella, la quale si é invaghita di lui.

### Timon and Pumbaa
- Scritto da: Tracy Berna
- Cartoni: Le magiche zampe di Pluto (2000), Topolino alla riscossa: Cannoni e guantoni (1999), Paperino e il golf (2001)

Trama
Timon e Pumbaa sono pronti per esibirsi, ma a causa di un disaccordo su cosa fare nel loro numero, i due stroncano la loro amicizia. Ora tocca a Topolino e Paperino farli riunire e salvare la serata.

### Jiminy Cricket
- Scritto da: Tracy Berna
- Cartoni: Passeggiando per la via (1999), In viaggio con Paperina (1999)

Trama
Il Grillo Parlante lascia il suo lavoro come coscienza di Pinocchio dopo che i gelosi Pena e Panico li separano. Quando Topolino desidera poterlo aiutare, la Fata Azzurra fa diventare il Grillo la sua coscienza, con grande irritazione del topo. Diventa ovvio che il Grillo sta facendo diventare Topolino come Pinocchio quando lo fa vestire come il burattino e persino il naso del topo cresce quando mente. Topolino si rende presto conto che Pinocchio e il Grillo devono stare insieme e devono capire come farlo, soprattutto perché l'insetto sta rovinando la sua immagine.

### Unplugged Club
- Scritto da: Kevin D. Campbell, Henry Gilroy e Thomas Hart
- Cartoni: Paperino e il negozio di musica (2001), La baita di Topolino (2000)

Trama
Pietro tenta nuovamente di fermare lo spettacolo rimuovendo la batteria elettrica e togliendo l'elettricità al club. Fortunatamente, Topolino e Minni la ripristinano con il fulmine di Zeus.

### Gone Goofy
- Scritto da: Thomas Hart
- Cartoni: Le corse (2001), Gli sport estremi di Pippo: Dare da mangiare agli squali (2000), Il mondo di Paperino e Pippo (2001)

Trama
Paperino cerca di far licenziare Pippo dal suo lavoro come capo cameriere, dopo che i ricavi del club vanno sotto l'1%. Tuttavia, si scopre che Minni ha fatto un errore di calcolo: i ricavi in realtà sono sopra l'1%, quindi Pippo non può essere licenziato.

### Rent Day
- Scritto da: Henry Gilroy
- Cartoni: La montagna di Topolino (2000), Maestro Minni: Circus Symphony (2001), Topolino in gattabuia (2001)

Trama
Prima che lo spettacolo finisca, Topolino deve pagare l'affitto a Pietro dopo aver speso inconsapevolmente i soldi per del formaggio. Per tenere occupato Pietro, Topolino gli riserva un trattamento regale fino a quando Minni gli rivela di aver previsto una situazione simile e di aver risparmiato dei soldi per casi d'emergenza come quello.

### Donald's Lamp Trade
- Scritto da: Kevin D. Campbell
- Cartoni: Prova di sopravvivenza (2000), La radio di Pippo (2000)

Trama
Approfittando dell'invidia che Paperino nutre verso Topolino, Jafar si offre di realizzare il suo sogno di diventare il proprietario del club in cambio della "lampada". Tuttavia, non è la lampada della Caverna delle Meraviglie che vuole, ma un decorativo che Topolino tiene nel suo camerino. Quando quest'ultimo lo viene a sapere, dà volentieri la lampada a Jafar e consola Paperino, il quale viene tradito dal visir e trasformato in prosciutto.

### Donald's Pumbaa Prank
- Scritto da: Henry Gilroy
- Cartoni: Topolino e il pesce d'aprile (2001), La gita di Paperino (2000)

Trama
È il primo di aprile, e dopo che Topolino fa uno scherzo amichevole a Paperino, Pietro ne approfitta e convince il papero a fare un brutto scherzo che potrebbe chiudere definitivamente il club. Paperino cambia idea, quando scopre che Topolino pianifica di premiarlo con un'onorificenza, capendo quando il suo amico ci tenga davvero alla loro amicizia.

### Thanks to Minnie
- Scritto da: Tracy Berna
- Cartoni: Minni fa visita a Paperina (2000), Il grande guaio di Topolino (2000)

Trama
Clarabella diffonde un pettegolezzo secondo cui Minni non sarebbe apprezzata alla House of Mouse. Minni quindi decide di lasciare il suo lavoro, facendo capire al resto dello staff quanto lei significhi per loro.

### Pluto Saves the Day
- Scritto da: Henry Gilroy
- Cartoni: Il grosso micio di Pippo (1999), Tre mici nella pioggia (1999)

Trama
Pluto viene sgridato da Minni perché il suo rincorrere Figaro per tutto il club porta guai al locale. Dopo averla sentita dire che il cane potrebbe non essere utile al club, Pluto si dimette. Nel tentativo di chiudere l'House of Mouse, Pietro compra delle mele narcotiche dalla strega Grimilde, riuscendo a far dormire tutti tranne Orazio, Clarabella e Pluto. Pluto riesce a mandare avanti lo spettacolo e, con l'aiuto di Biancaneve, riesce a risvegliare i colleghi e a sventare i piani di Pietro. Minni si scusa con il cane per quello che ha detto prima e Pluto viene riammesso al club, come premio per il suo coraggio. 

## Seconda stagione
| Nº | Titolo                       | Prima TV USA      |
| -- | ---------------------------- | ----------------- |
| 1  | Daisy's Debut                | 22 settembre 2001 |
| 2  | Goofy for a Day              | 29 settembre 2001 |
| 3  | Clarabelle's Big Secret      | 6 ottobre 2001    |
| 4  | The Mouse Who Came to Dinner | 13 ottobre 2001   |
| 5  | Max's New Car                | 20 ottobre 2001   |
| 6  | Not So Goofy                 | 10 novembre 2001  |
| 7  | Everybody Loves Mickey       | 17 novembre 2001  |
| 8  | Max's Embarrassing Date      | 19 gennaio 2002   |
| 9  | Where's Minnie?              | 26 gennaio 2002   |
| 10 | Super Goof                   | 2 febbraio 2002   |
| 11 | King Larry Swings In         | 16 febbraio 2002  |
| 12 | Ladies' Night                | 23 febbraio 2002  |
| 13 | Dennis the Duck              | 18 maggio 2002    |

### Daisy's Debut
- Scritto da: Thomas Hart
- Cartoni: La grande vendita di Paperina (2001), La città di Soprasotto (1999)

Trama
Paperina ha la possibilità di eseguire un duetto con Topolino al club, il che fa sentire Minni trascurata. La papera finge allora di essersi rotta una gamba per dare all'amica il suo ruolo nel duetto (nonostante il testo esponga le differenze fra un topo e un'anatra).

### Goofy for a Day
- Scritto da: Thomas Hart
- Cartoni: Il cameriere questo sconosciuto (1999), Maestro Minni: Scusi, le piace Brahms? (1999), Appuntamento a cena (1999)

Trama
Max pensa che il lavoro di Pippo non sia così importante tanto quanto quelli di Topolino e Paperino, così il padre lo sfida a fare il cameriere per dimostrargli il contrario.

### Clarabelle's Big Secret
- Scritto da: Tracy Berna
- Cartoni: L'agente 000 (1999), Il doppio appuntamento di Paperino (2001)

Trama
Quando tutti si stancano dei vecchi pettegolezzi di Clarabella, quest'ultima annuncia che alla fine dello spettacolo rivelerà un grande segreto su qualcuno. Tutti nel club sono convinti di averle accidentalmente rivelato un segreto, ma alla fine lei rivela che il segreto è che smetterà di pettegolare… per focalizzarsi invece sulla scrittura di un libro con tutti i segreti che si era intanto annotata prima.

### The Mouse Who Came to Dinner
- Scritto da: Henry Gilroy
- Cartoni: Il pasticcio di Topolino (2000), Maestro Minni: Il volo del calabrone (1999), L'ospite irsuto (1999)

Trama
La banda cerca di compiacere Mortimer dopo averlo scambiato per un critico di ristoranti molto importante, quando in realtà quest'ultimo è Lumière.

### Max's New Car
- Scritto da: Henry Gilroy
- Cartoni: Auto che vengono, caffettiere che vanno (1999), Lavatori d'auto (2000), clip da Motor Mania (1950)

Trama
Max vuole prendersi un'auto, ma su padre Pippo crede che non sia ancora pronto. Quando arriva un'auto vivente da uno dei cartoni mostrati al club, Max la prende, ma viene portato in giro contro la sua volontà e causa accidentalmente uno schianto. Pippo ribadisce di nuovo che Max non sia ancora pronto per comprarsi la macchina, ma il figlio mostra al club dei pezzi di un cartone in cui Pippo guida in modo spericolato. Il gruppo fa notare a Pippo che Max, come lui in passato, ci sta provando a imparare ad essere responsabile alla guida e lo convince a comprargli l'auto. 

### Not So Goofy
- Scritto da: Phil Walsh
- Cartoni: Pennelli sulle montagne russe (1999), Gli sport estremi di Pippo: L'acqua-boarding (1999), Come lavare i piatti (2000)

Trama
La banda è stanca della goffaggine di Pippo e cerca di insegnargli ad essere più aggraziato, ma presto sente la mancanza del vecchio Pippo.

### Everybody Loves Mickey
- Scritto da: Tracy Berna
- Cartoni: Il ritorno del rivale di Topolino (2000), Topolino alla riscossa: Snodo ferroviario (1999), Picnic con vista... sul retro (1999)

Trama
Paperino è stufo di tutto l'amore e il rispetto che Topolino riceve, in particolare dai suoi tre nipoti. Per cercare di aiutare l'amico, Topolino gli offre di fargli fare il conduttore durante la "serata del microfono aperto", ma il suo intervento risulta un disastro. Il papero, infuriato, stringe temporaneamente un'alleanza con Mortimer, il quale però inizia ad insultare Topolino davanti al pubblico. Paperino all'inizio si diverte, ma Paperina gli spiega che Topolino è il suo migliore amico e che voleva solo aiutarlo, non deriderlo dinanzi a tutti. Paperino quindi caccia via Mortimer, venendo finalmente acclamato dal pubblico. 

### Max's Embarrassing Date
- Scritto da: Tracy Berna
- Cartoni: Attico bollente (1999), Il biciclettista (1999)

Trama
Max ha un appuntamento con Roxanne al locale. Su richiesta di Max, tutti fanno del loro meglio per tenere lontano Pippo poiché è una costante fonte di imbarazzo per lui. Tuttavia si sforzano ugualmente troppo per far andare bene l'appuntamento di Max, facendolo imbarazzare lo stesso. Alla fine è proprio Pippo a mettere le cose a posto e l'appuntamento, nonostante tutto, si rivela un successo.

### Where's Minnie?
- Scritto da: Phil Walsh
- Cartoni: Topolino e le marachelle colorate (2002), La piscina di Paperino (2000)

Trama
Minni va nel magazzino a cercare un regalo di compleanno per Topolino ma, dopo essersi accorto che non si è portata dietro Pluto come guida, quest'ultimo crede che si sia persa e porta Pluto, Pippo e Paperino con sé per trovarla, lasciando a capo del club Paperina (con risultati disastrosi).

### Super Goof
- Scritto da: Thomas Hart e Kevin D. Campbell
- Cartoni: Come coltivare il proprio giardino (2000), Fabbri (2000)

Trama
Dopo aver mangiato alcune noccioline radioattive, Pippo diventa un supereroe di nome Super Pippo e nessuno sembra riconoscerlo nonostante non indossi una maschera o cambi la sua voce. Super Pippo abbandona la sua identità segreta fino a quando non deve salvare il club da una meteora in arrivo.

### King Larry Swings In
- Scritto da: Phil Walsh
- Cartoni: Topolino e le foche (1948), Gli sport estremi di Pippo: Il paraciclista (1999), Come diventare un gentiluomo (2000)

Trama
Il fratello gemello di Re Luigi, Re Larry, è la guest star della House of Mouse, ma finisce per combinare una gran confusione per il suo comportamento chiassoso. La banda cerca di insegnargli le buone maniere prima che lo show possa diventare un disastro.

### Ladies' Night
- Scritto da: Tracy Berna
- Cartoni: Color viola Pluto (1999), Un ospite nella vasca (1999), Maestro Minni: Ouverture della mela di Guglielmo Tell (1999)

Trama
È la "notte delle signore", in cui Minni, Paperina e Clarabella sono responsabili del club mentre Topolino, Paperino e Pippo vanno a giocare a bowling. Ossessionato dall'essere parte dello spettacolo, Mortimer cerca di rovinarlo, mentendo ai ragazzi dicendo che il club è nei guai, ma quando i maschi tornano vedono che in realtà lo spettacolo sta andando alla grande.

### Dennis the Duck
- Scritto da: Thomas Hart
- Cartoni: Una festa scatenata (1932), clip da Topolino e i pellerossi (1930), Topolino comico da strapazzo (2002)

Trama
È la serata dei cartoni in bianco e nero alla House of Mouse, e il club è pieno di vecchi personaggi dell'epoca. Uno di loro, Dennis il papero, cerca di conquistare Paperino che all'inizio è seccato dalla sua presenza. Ad un certo punto, Paperino lo insulta dicendo che il suo umorismo non é divertente, facendo rattristire Dennis. Col tempo, Paperino si sente in colpa per quello che gli ha detto e va a chiedergli scusa. Tuttavia, Dennis é talmente triste di non essere ben voluto dal suo idolo che cerca di suicidarsi, cancellandosi con una gomma gigante. Paperino lo ferma e lancia dei panini in faccia a Paperina, facendo sorridere Dennis e i due fanno finalmente amicizia.

## Terza stagione
| Nº | Titolo                           | Prima TV USA     |
| -- | -------------------------------- | ---------------- |
| 1  | Suddenly Hades                   | 2 settembre 2002 |
| 2  | Pete's One-Man Show              | 2 settembre 2002 |
| 3  | House of Crime                   | 2 settembre 2002 |
| 4  | Mickey and Minnie's Big Vacation | 2 settembre 2002 |
| 5  | Donald and the Aracuan Bird      | 2 settembre 2002 |
| 6  | Goofy's Menu Magic               | 2 settembre 2002 |
| 7  | Music Day                        | 2 settembre 2002 |
| 8  | House of Scrooge                 | 2 settembre 2002 |
| 9  | Donald Wants to Fly              | 2 settembre 2002 |
| 10 | Dining Goofy                     | 2 settembre 2002 |
| 11 | Chip 'n' Dale                    | 2 settembre 2002 |
| 12 | Humphrey in the House            | 2 settembre 2002 |
| 13 | Ask Von Drake                    | 2 settembre 2002 |
| 14 | Salute to Sports                 | 2 settembre 2002 |
| 15 | Pluto vs. Figaro                 | 2 settembre 2002 |
| 16 | House of Magic                   | 2 settembre 2002 |
| 17 | Mickey vs. Shelby                | 2 settembre 2002 |
| 18 | House of Turkey                  | 2 settembre 2002 |
| 19 | Clarabelle's Christmas List      | 2 dicembre 2002  |
| 20 | Pete's Christmas Caper           | 2 dicembre 2002  |
| 21 | Snow Day                         | 14 dicembre 2002 |
| 22 | Pete's House of Villains         | 2 marzo 2003     |
| 23 | Halloween with Hades             | 3 ottobre 2003   |
| 24 | House Ghosts                     | 10 ottobre 2003  |
| 25 | House of Genius                  | 17 ottobre 2003  |
| 26 | Mickey and the Culture Clash     | 24 ottobre 2003  |

### Suddenly Hades
- Scritto da: Thomas Hart
- Cartoni: La piscina di Paperino (2000), Il faro di Paperino (2000)

Trama
Pietro guasta il condizionatore d'aria del club in una giornata molto calda e l'unico ospite rimasto è Ade. Ora, Topolino e la banda devono impedire a Pietro di scacciare Ade e chiudere il club. Sebbene Pietro riesca a scacciare l'Ade allagando il club, esso diventa abitabile per Ariel, Sebastian e Flounder; Pietro viene quindi scacciato a sua volta prima che ci possa riprovare.

### Pete's One-Man Show
- Scritto da: Kevin D. Campbell
- Cartoni: Topolino flipper (2002), La casa del genio Pico De Paperis: Indietro tutta (1999), Gli housesitter (2002)

Trama
Pietro accetta di fare una tregua con il gruppo, a patto che Topolino lo lasci esibire per la serata, ma nessuno viene a vederlo. Topolino e i suoi amici non hanno il coraggio di dire a Pietro la verità, perché lui spera di rendere orgogliosa con il suo spettacolo la sua cara nonna. Quindi, devono far pensare a Pietro che si sta esibendo per un ampio pubblico, così da impedirgli di scoprire la verità e chiudere il club.

### House of Crime
- Scritto da: Tracy Berna
- Cartoni: Topolino batte Macchia Nera (1999), La casa del genio Pico De Paperis: Il teledrinfono (1999)

Trama
Nel club si verificano una serie di furti e sparizioni inspiegabili. Topolino, con l'aiuto di Pico De Paperis, deve scoprire il colpevole, che alla fine si rivela essere Macchia Nera.

### Mickey and Minnie's Big Vacation
- Scritto da: Tracy Berna
- Cartoni: Il giro del mondo in 80 giorni (1999), Paperino esplosivo: Il pesce bomba (1999)

Trama
Topolino e Minni cercano di partire per una vacanza e lasciano Paperino e Paperina a occuparsi del locale (con risultati disastrosi).

### Donald and the Aracuan Bird
- Scritto da: Henry Gilroy
- Cartoni: Il cane da guardia (1999), Paperino cervello da uccello (2000)

Trama
L'uccello Aracuan visita la House of Mouse come ospite speciale della serata. Paperino non conserva bei ricordi delle sue interazioni passate con lui, soprattutto quando il caos causato dall'uccello viene attribuito a lui.

### Goofy's Menu Magic
- Scritto da: Tracy Berna
- Cartoni: Gli imbottitori (1999), Una sfiziosa cenetta (1999), Andando a prendere il giornale: La gomma da masticare (1999)

Trama
Pippo prende il posto di Ciccio come cuoco del club per una sera, ma è un disastro totale fino a quando la fata Smemorina lascia accidentalmente la sua bacchetta in un piatto. Pippo usa la sua magia per rendere deliziosa la sua zuppa, anche se Topolino è determinato a scoprire la verità.

### Music Day
- Scritto da: Phil Walsh
- Cartoni: clip da L'ora della sinfonia (1942), Come diventare una stella del rock (2002), Gli sport estremi di Pippo: Rampeggiando sulla rampa (1999), Rombo di tuono (1999)

Trama
I Quackstreet Boys (ovvero Qui, Quo e Qua) si sono sciolti dopo un litigio e Topolino, Paperino e Pippo devono riunirli in tempo per lo spettacolo, ricorrendo persino a impersonarli loro stessi e a suonare in modo terribile. I gemelli decidono di tornare per risolvere la situazione, e alla fine ritornano insieme.

### House of Scrooge
- Scritto da: Thomas Hart
- Cartoni: Sogno di una notte di mezza estate (1999), La casa del genio Pico De Paperis: La macchina fabbrica-soldi (1999)

Trama
Paperon de' Paperoni acquista la House of Mouse e inizia a tagliare drasticamente il budget del club. La banda decide di tagliare ancora di più i costi e creano uno show così povero che gli ospiti se ne vanno indignati. Di conseguenza, il vecchio papero rivende forzatamente il club a Pietro e le cose tornano alla normalità.

### Donald Wants to Fly
- Scritto da: Henry Gilroy
- Cartoni: Il regalo ha preso il volo (1999), Topolino e il gabbiano (2000)

Trama
Il tema della serata è il volo, ma Paperino non sa volare, anche se vorrebbe imparare. Vari personaggi, tra cui Dumbo e Timoteo, i gargoyle di Notre Dame e Scuttle, cercano di aiutarlo, ma invano… fino all'arrivo di Peter Pan e di Trilli.

### Dining Goofy
- Scritto da: Kevin D. Campbell
- Cartoni: Agenzia di informazioni (2000), La casa del genio Pico De Paperis: Tosaerba laser telecomandato (1999), Paperino.com (2000)

Trama
Pico de Paperis inventa dei robot che sostituiscono i camerieri con tablet touchscreen e i pinguini con le cuffie. Pippo, per non perdere il lavoro, tenta di aiutare gli altri membri dello staff, con risultati disastrosi.

### Chip 'n' Dale
- Scritto da: Tracy Berna
- Cartoni: Il diabolico tronco (1955), Gli sport estremi di Pippo: Il rocciatore (1999), Gli allegri compari (1952)

Trama
Cip e Ciop cercano di rubare tutte le noccioline del club, e quando Paperino cerca di fermarli, Topolino e Pippo lo incolpano per il furto. Cip e Ciop alla fine inducono Paperino a inondare il club con le noccioline rubate, cosa che Topolino e Pippo scambiano per un tributo ai due scoiattoli.

### Humphrey in the House
- Scritto da: Steve Roberts
- Cartoni: Idromassaggio per Humphrey (2002), Paperino e l'orso ghiottone (1955)

Trama
Il ranger Ocarina e gli orsi del parco di Brownstone vengono assunti come temporanei addetti alle pulizie del club quando le scope magiche vanno in vacanza. Tuttavia, Humphrey è più interessato alla cibo che al lavoro, il che lo porta a combinare guai.

### Ask Von Drake
- Scritto da: Elizabeth Stonecipher
- Cartoni: Idrogetto volante non identificato (1999), Rilassiamoci con Pico De Paperis (1999)

Trama
Topolino e gli altri cercano di dimostrare che Pico De Paperis non può sapere davvero tutto come afferma. Ci riescono quando a Pico viene chiesto di elencare tutti gli ospiti del club con una canzone, e dimentica sé stesso.

### Salute to Sports
- Scritto da: Tracy Berna e Thomas Hart
- Cartoni: Il perfetto tifoso di baseball (2000), Le esercitazioni di Pippo (1949)

Trama
Topolino ha organizzato una serata speciale a tema sportivo e concede a Paperino di partecipare ai giochi, purché dimostri di essere un buon sportivo non perdendo la pazienza. Nel frattempo, Pippo cerca di cantare l'inno nazionale, ma continua a sbagliare il testo e la melodia.

### Pluto vs. Figaro
- Scritto da: Jan Strnad
- Cartoni: Pluto-talpa (1999), Paperino e la superghianda (1999), Andando a prendere il giornale: La macchina pulitrice (1999)

Trama
Minni crede che Pluto sia oberato di lavoro e assume Figaro per aiutarlo, ma gli causa solo ulteriori problemi.

### House of Magic
- Scritto da: Thomas Hart
- Cartoni: Pluto prestigiatore a singhiozzo (2000), Paperino esplosivo: Quando esplode una partita! (1999), Babysitters (2002)

Trama
Paperina convince Topolino a lasciarle fare un numero di magia nello spettacolo, ma fa scomparire il pubblico e in seguito tutto il locale. Quando Jafar arriva, Topolino gli fa ripristinare tutto in cambio di "Agrabah", che però si rivela essere un globo di neve con dentro una riproduzione in miniatura della città.

### Mickey vs. Shelby
- Scritto da: Thomas Hart
- Cartoni: Un sorriso forzato (1999), Paperino addomesticato (2000)

Trama
La signora Tartaruga vuole che suo figlio Shelby (che ha dato a Paperino molti problemi in passato) si esibisca, e Topolino accetta di fargli da babysitter. Tuttavia, poiché vuole sempre dare continui mal di testa a coloro che non sono sua madre, Shelby fa impazzire Topolino e quasi lo mette nei guai.

### House of Turkey
- Scritto da: Henry Gilroy
- Cartoni: Tacchino a colazione (1999), Topolino e le noci sostituite (2000)

Trama
Topolino, in occasione del giorno del Ringraziamento annuncia che il tacchino sarà l'ospite speciale ma, quando tutti provano a catturarlo per mangiarlo, deve aiutarlo a scappare.

### Clarabelle's Christmas List
- Scritto da: Tracy Berna
- Cartoni: Neve sul ghiaccio (1999), Topolino e la gara natalizia (2000)

Trama
Clarabella afferma di avere nelle mani l'elenco dei buoni e cattivi di Babbo Natale, e minaccia di aggiungere chiunque cerchi di dargli una sbirciatina all'elenco dei cattivi. Sarà poi l'arrivo del vero Babbo Natale a rimettere le cose a posto.

### Pete's Christmas Caper
- Scritto da: Thomas Hart
- Cartoni: Lo schiaccianoci (1999), Paperino esplosivo: Il pupazzo di neve (1999)

Trama
Pietro cerca di rubare i regali di tutti quando si offre volontario per interpretare Babbo Natale alla festa di Natale dello staff. Tuttavia, Topolino gli rivela che i regali erano tutti per Pietro, perché in fondo a Natale siamo tutti più buoni.

### Snow Day
- Scritto da: Phil Walsh
- Cartoni: Pluto e la foca (2000), La medicina di Topolino (1999), Paperino esplosivo: Il pupazzo di neve (1999)

Trama
Fuori dalla House of Mouse imperversa una grande bufera di neve, quindi il club resta chiuso per la giornata. Tuttavia, Salty la foca entra al locale, quindi Topolino decide di fare uno spettacolo speciale solo per lui.

### Pete's House of Villains
- Scritto da: Henry Gilroy
- Cartoni: Lupetto (2003), Paperino esplosivo: Palco all'opera… con bomba (1999), Un organo inorganico (1999)

Trama
Dopo che Pietro continua a criticare il loro operato in modo schizzinoso, Topolino e gli altri si dimettono e gli affidano il club, per fargli vedere com'é difficile il loro lavoro. Pietro assume Jafar, Ursula e le donnole per aiutarlo e, seppur gli affari vadano bene all'inizio, gli altri cattivi non riescono a trattenere le loro tendenze e iniziano a commettere atti malvagi, spingendo Pietro a licenziarli su consiglio dello stesso Topolino. Alla fine, gestisce il club da solo con non poche difficoltà e con scarsissimi risultati. Pietro capisce quindi che Topolino aveva ragione e lo prega a tornare a capo del locale.

### Halloween with Hades
- Scritto da: Henry Gilroy
- Cartoni: Pippo e il campeggio (2003), Paperino e lo spavento di Halloween (2000)

Trama
Durante la notte di Halloween alla House of Mouse, Ade si invaghisce di Malefica e Topolino cerca di mettere in buona luce il dio agli occhi della strega. Tuttavia, il suo tentativo fallito fa infuriare Ade, il cui lato malvagio attrae Malefica. In un certo senso, Topolino riesce quindi a unire i due.

### House Ghosts
- Scritto da: Tracy Berna
- Cartoni: Hansel & Gretel (1999), Andando a prendere il giornale: La nave spaziale (1999), Questi fantasmi (1999)

Trama
È Halloween alla House of Mouse, e Pietro scatena alcuni fantasmi nel club per cercare di spaventare tutti come dispetto per tutti quelli che ridono del suo costume. Nel frattempo, Paperino fa del suo meglio per vincere la gara di costumi.

### House of Genius
- Scritto da: Henry Gilroy
- Cartoni: Futuremania (2003), La casa automatica (1999)

Trama
Pico De Paperis sostituisce i membri dello staff con loro versioni robotiche per rendere il club più efficiente, ma presto a tutti iniziano a mancare le versioni reali.

### Mickey and the Culture Clash
- Scritto da: Kevin D. Campbell
- Cartoni: Un gioco da bambini (1999), La danza dei Pippi (1999), Maestro Minni: La ninna nanna di Brahms (1999)

Trama
Topolino pensa che Minni stia cercando un fidanzato più sofisticato e Mortimer si offre di "aiutarlo". Alla fine si scopre che si trattava di un trucco di Mortimer per separarli, e i due si vendicano.